# Королевский театр Дании
Королевский театр (дат. Det Kongelige Teater), а за пределами Дании — Королевский театр Дании (англ. Royal Danish Theatre) — первый национальный театр Дании, основанный в XVIII веке; крупнейший в стране. С 1848 года в здании театра была открыта организация под управлением датского министерства культуры, занимающаяся обеспечением и контролем над постановками спектаклей, которая также носит название Датского королевского театра.

## Предшественники
В марте 1720 года при поддержке (а главное — спонсировании) французского инженера и виноторговца Этьена Капиона (дат. Etienne Capion) в Копенгагене (на улице дат. Kongens Nytorv) открылся Дом театра (дат. Gjethus, Tjærehuset). Однако ввиду того, что постановки были в основном на французском и немецком языках, король Дании Фредерик IV запретил эту деятельность. Тогда Капион договорился с французским актёром и театральным постановщиком Рене Монтегю (дат. Rene Magnon de Montaigu) о создании сцены (таким образом, театр изначально был частной антрепризой), где могли бы играть на датском языке.
Открытие Датской сцены (дат. Lille Grønnegade, а позднее — Ny Adelgade) произошло 23 сентября 1722 года, и первой постановкой была переведённая комедия Мольера «Скупой, или Школа лжи». В период с 1722 по 1728 годы в жизни театра деятельную роль играл Людвиг Хольберг, который участвовал в наборе труппы (которая состояла в основном из его учеников по университету), занимался постановками, а его комедии составили основу репертуара театра. Вскоре после «Скупого» на Датской сцене состоялась премьера комедии Хольберга «Оловянщик-политикан» (дат. Den politiske Kandestöber, иногда также — Жестянщик-политикан)
Комедии Хольберга, высмеивающие дворянство и бюргерство, естественно, вызвали ожесточённую травлю со стороны правящих кругов. В 1727 году Капион обанкротился (по другим данным, он уже в 1725 году угодил за долги в тюрьму), и в 1728 году театр был закрыт приказом короля. После пожара в Копенгагене 1728 года здание театра не сохранилось, а с приходом к власти в 1730 году Кристиан VI восстановление многих построек было ограничено. Тем более Кристиан VI, будучи ярым пиетистом, был противником массовых развлечений. Известно, что театр был подпольно восстановлен в квартирах. После коронации Фредерика V театр смог выйти из подполья, что позволило вновь собрать старую труппу Капиона и Хольберга. Восстановление началось с 1747 года спектаклями и постановками в разных местах города.

## Создание

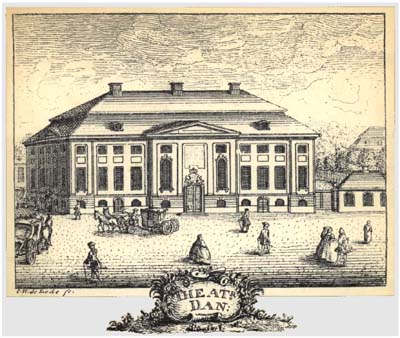
Здание театра архитектора Эйгтведа, 1748 год.

11 ноября 1747 года Фредериком V был издан указ о строительстве в Копенгагене театра на Королевской площади. Архитектором стал Николай Эйгтвед (дат. Nikolai Eigtved), имевший с 1735 года звание градостроителя. Причём Эйгтвед завершил строительство в рекордные сроки: первый камень в фундамент был заложен 4 июля 1748 года, а открытие состоялось уже 18 декабря того же года. Средства на строительство и финансирование Королевской датской сцены, как окрестили театр, шло за счёт магистрата.
После 1769—1770 года, а именно кризиса в Дании, финансирование театра было ограничено. В результате чего, Кристиан VII, любивший театр, решил оказать поддержку на своём уровне. И 1 ноября 1772 года театр, перешедший под эгиду королевской семьи, стал Королевским уже в буквальном смысле. Были наняты должностные лица, подчинённые непосредственно королю, занимающиеся распределением средств, и театр перешёл в ведение Министерства Двора.

## Обновление

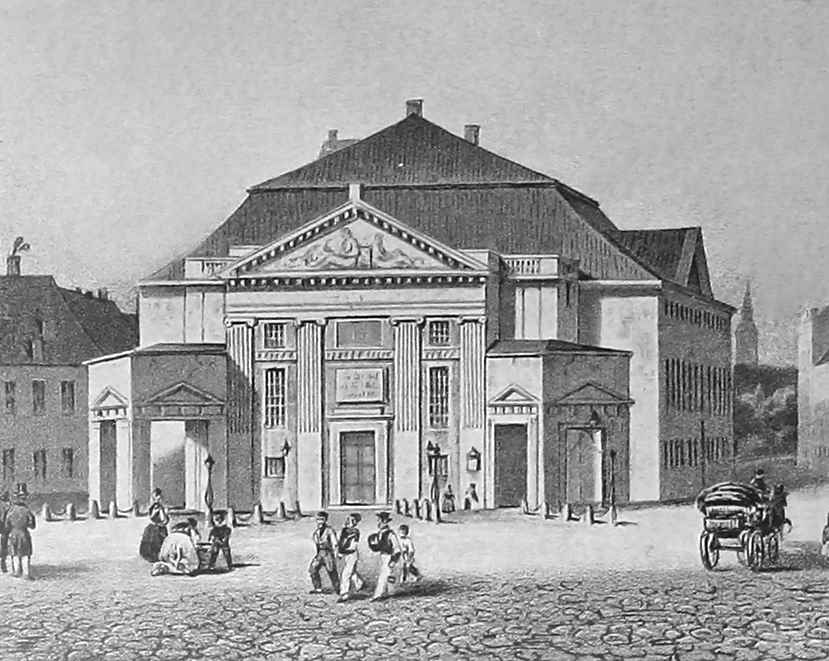
Здание театра в период между 1837 и 1855 годами.

Оригинальный театр мог вместить до 600 зрителей, и вскоре оказался слишком мал, чтобы вместить всех желающих. В 1749 году была проведена внутренняя модернизация, которая позволила освободить место для оперных декораций и увеличить число зрительских мест. Недостаток места и аварийность здания, вызванная повышенной влажностью земли, привели к тому, что в 1772 году было принято решение о восстановлении театра.
Архитектором стал Каспар Харсдорф (дат. Caspar Frederik Harsdorff). Здание нового театра стало выше, был расширен вход. И хотя театр открылся (так, 26 марта 1773 года в театре прошла премьера сатирической пьесы Йохана Весселя «Любовь без чулок» (дат. Kierlighed uden Strømper) 1772 года), однако строительство не было завершено до конца, ремонтные работы велись вплоть до 1792 года.
Следующее преобразование театр претерпел в 1837 году, когда были вывезены боковые стены, за счёт чего расширили зрительный зал. В 1855 году сцену демонтировали и заменили на большую. В 1857 году пространство сцены вновь было увеличено, чтобы освободить место для новых декораций и занавеса. Занимался этим архитектор Нильс Небелонг (дат. Niels Sigfred Nebelong).

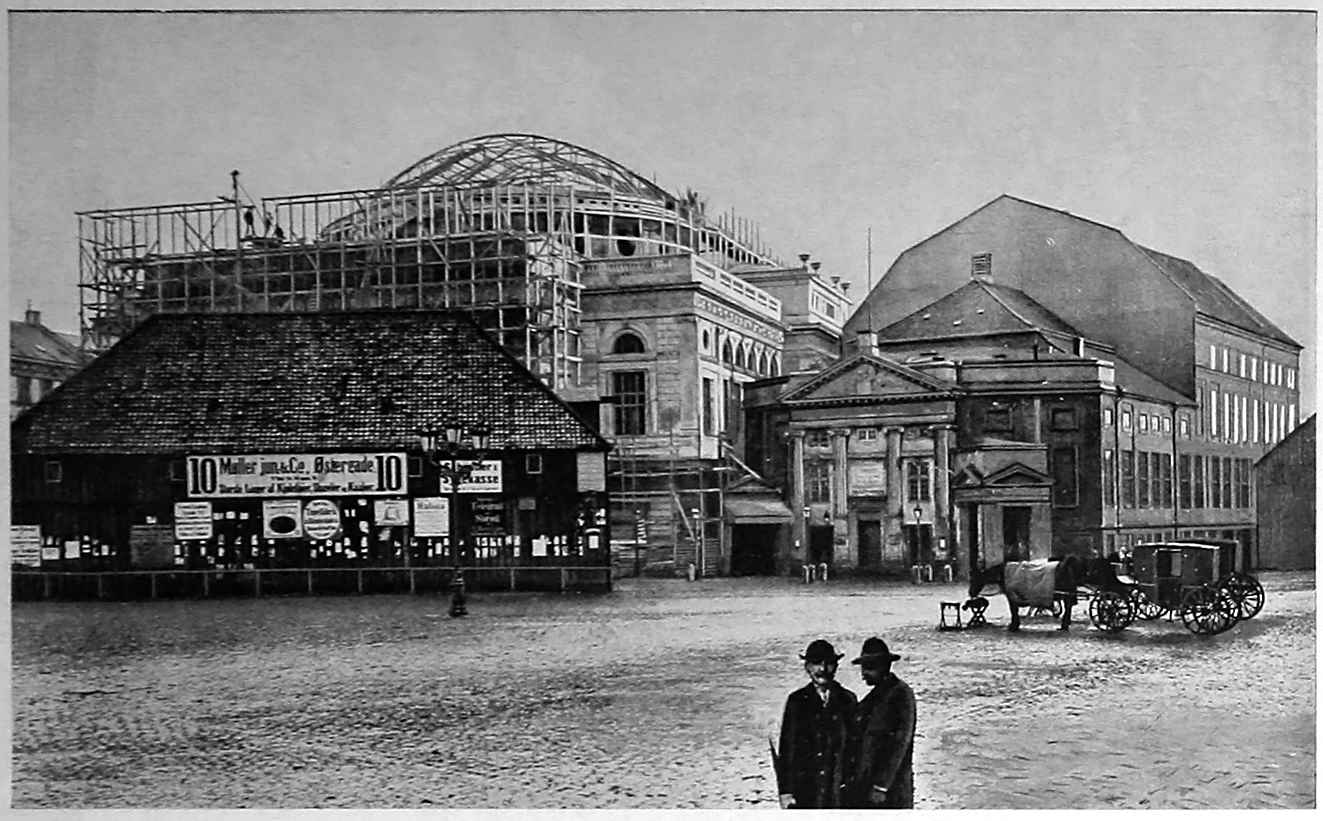
Постройка нового здания театра (слева), 1873 год.

В конце концов, постоянные перестройки привели к тому, что здание мало того что неприглядно выглядело и многие функции его не были практичными (переносы уборных привели к тому, что постоянно текли трубы), так ещё и пришло в аварийное состояние. При этом свалки строительного мусора и влажность привлекли к зданию полчища крыс. Разговоры о новом здании театра велись ещё с 1857 года, но комиссия по этому вопросу была созвана только в 1867 году (так получилось, что по соседству был как раз снесён дом, и у комиссии не возникло проблем с выбором нового места для театра). В 1871 году был объявлен конкурс.
Первый камень в фундамент нового здания был заложен 18 октября 1872 года, а торжественное открытие состоялось только 15 октября 1874 года. Задержка была вызвана перерасходом бюджетных средств, что привело к импичменту нескольких министров. Только в 1883 году новое здание театра должным образом было украшено внешне, благодаря финансированию фонда Карлсберга (дат.). Новое здание содержало всего одну сцену, было рассчитано на 1600 мест и имело специальную ложу для монарха.

## Подразделения и другие сцены
В конце XVIII века на базе Королевского театра образовались три самостоятельные труппы: драматическая, балетная и оперная. До этого в Королевском театре шли только драматические спектакли.
В 1857 году при театре начало работать хореографическое училище, а с 1886 года — драматическая школа. С 1909 года при театре открылись оперные классы. В 1931 году в соседнем здании построена ещё одна сцена — Новая сцена (дат. Nye scene, Stærekassen), таким образом, Королевский театр располагал уже двумя сценическими площадками (на одной из которых шли драматические спектакли, а на второй — опера и балет), что позволило разделить пространство между драмой и музыкальным театром.

### Оперный театр Копенгагена

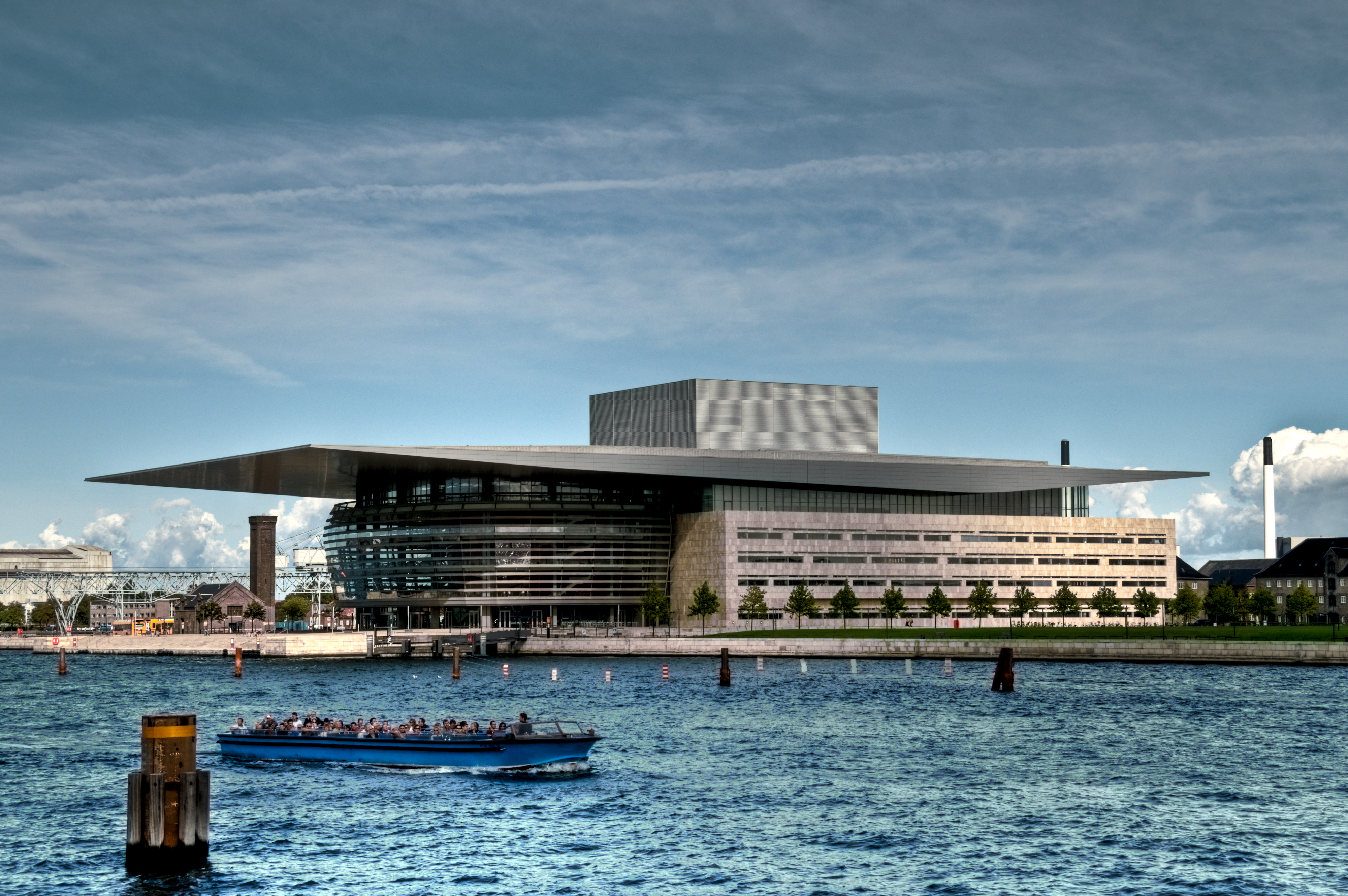
Здание Оперного театра, 2008 год.

В 2001 году на острове в центре Копенгагена, напротив дворца Амалиенборг и Мраморной церкви, началось строительство нового оперного театра. Общая стоимость строительства составила более 500 миллионов долларов США. Торжественно открытый 15 января 2005 года Оперный театр Копенгагена передан в ведение Королевского театра Дании.
Оперный театр имеет две сцены, четырнадцать этажей (5 из которых под землей). Большой зал (по названию большой сцены) может вместить от 1492 до 1703 зрителей (в зависимости от размеров оркестровой ямы, в которой помещается до 110 музыкантов). Второй зрительный зал — Таккеллофтет (дат. Takkelloftet) вмещает до 180 зрителей. В фойе здания Оперного театра расположены кафе и ресторан.

### Театральный дом

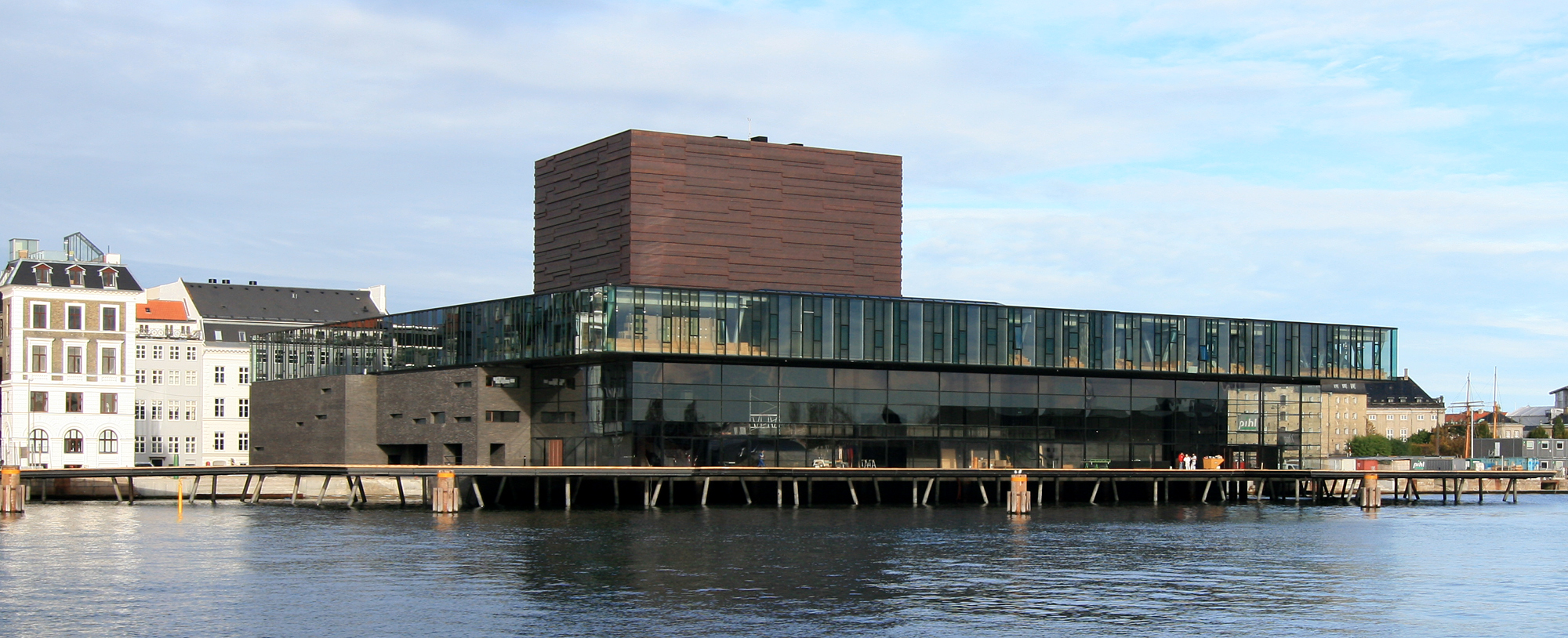
Здание Театрального дома, 2007 год.

В 2008 году завершилось строительство ещё одной площадки для Королевского театра. Обсуждение строительства началось ещё в 1880 году, когда уже тогда существующий театр не соответствовал новым тенденциям драматического искусства. Строительство взяла на себя основанная в 1983 году компания «Lundgaard & Tranberg» (дат.).
Так же, как и построенный в 2005 году Оперный театр, Театральный дом (дат. Skuespilhuset, англ. Royal Danish Playhouse) находится в гавани Копенгагена, как раз напротив Оперного театра и в непосредственной близости от дворца Амалиенборг и портового квартала Нихавн. Театральный дом представляет собой комплекс зданий из стекла и мрамора недалеко от воды: около 40 % здания находится непосредственно над водой.

## В наше время
В настоящее время[когда?] Датский Королевский театр испытывает финансовые трудности. Это обусловлено тем, что старая публика уходит, а новая не появляется, хотя театр отстроил новый зал и оперу. Популярность потеряли все три вида искусства: в 2009 году общее число проданных билетов составило 542 тысяч (в 2008 году — около 667 тысяч), в 2010 году ожидалось увеличить это число до 630 тысяч. Хотя прибыль в 2009 году составила около 3,5 миллионов крон, к 2011 году необходимо собрать ещё 23,2 миллиона. В связи с этим введён план экономии, согласно которому часть сотрудников будет уволена, а количество представлений будет уменьшено в пять раз. Также театру удалось увеличить спонсорскую поддержку на 82 %: с 18,9 миллионов крон в 2008 году до 34,5 миллионов в 2009 году.

## Известные деятели
- Кристиансен, Эйнар — директор Королевского театра в 1899—1909 годах.